# Mirlind Daku
Mirlind Daku (* 1. Januar 1998 in Gjilan) ist ein albanischer Fußballspieler kosovarischer Herkunft, der zurzeit bei Rubin Kazan unter Vertrag steht.

## Karriere

### Verein
Daku begann seine Jugendkarriere bei KF Hajvalia. Anfang Januar 2017 wechselte Daku zum kosovarischen Superligisten KF Llapi. Nach nur einer Saison wechselte Daku für eine Ablösesumme in Höhe von 60.000 Euro zu NK Osijek. Daku stand aber bei der zweiten Mannschaft unter Vertrag. Im August 2019 wurde Daku zum FK Kukësi ausgeliehen. Nach nur 5 Monaten beim FK Kukësi wurde Daku im Jänner 2020 zum KF Ballkani ausgeliehen. Daku brach in der Saison 2020/21 den Rekord als bester Torschütze der kosovarischen Superliga mit 31 Toren in 34 Spielen. Im Jahr 2021 endete seine Leihe beim KF Ballkani und er kehrte wieder zu NK Osijek zurück, wo er daraufhin in der ersten Mannschaft registriert wurde. Im August 2021 gelang ihm sein Debüt in der Ersten kroatischen Liga. Nach nur wenigen Einsätzen folgte in der Winterpause die Leihe zum slowenischen Erstligisten NŠ Mura.
Im Sommer 2023, nach dem Ende der Leihe beim NŠ Mura, folgte zur Saison 2023/24 der Wechsel in die russische Premier League zum FC Rubin Kazan.

### Nationalmannschaft
Daku spielte zuerst bei der U-21 Auswahl des Kosovo. Sein Debüt bestritt er am 9. November 2017 im Spiel gegen die israelische U-21-Auswahl. Nach Absolvierung von fünf Freundschaftsspielen für die kosovarische Nationalmannschaft der Männer in den Jahren 2020 und 2021 wurde er nicht mehr berücksichtigt.
Im Juni 2023 erhielt er die albanische Staatsangehörigkeit und wechselte zur albanischen Nationalmannschaft, für die er seine ersten Einsätze im Rahmen der Qualifikation zur Fußball-Europameisterschaft 2024 im September 2023 bestritt. Sein erstes Tor erzielte er dabei in seinem zweiten Spiel, in dem er gegen Polen zum 2:0-Endstand traf.